# Ramiz Azzam
Ramiz Azzam (ur. 9 lipca 1991 w Dubaju) – kierowca wyścigowy ze Zjednoczonych Emiratów Arabskich. Startuje również z kanadyjską licencją.

## Kariera
Azzam rozpoczął karierę w wyścigach samochodowych w 2007 roku od startów we Francuskiej Formule Renault Campus, gdzie dwukrotnie stawał na podium. Z dorobkiem 46,5 punktu uplasował się tam na 10 pozycji w klasyfikacji generalnej. W późniejszych latach pojawiał się także w stawce 24H Series, Europejskiego Pucharu Formuły Renault 2.0, Zachodnioeuropejskiego Pucharu Formuły Renault 2.0, Speedcar Series, Maserati Trofeo JBF RAK oraz WGA Supercars Middle East Championship.

## Statystyki
| Sezon     | Seria                                          | Zespół              | Wyścigi | Zwycięstwa | PP | NO | Podium | Punkty | Pozycja |
| --------- | ---------------------------------------------- | ------------------- | ------- | ---------- | -- | -- | ------ | ------ | ------- |
| 2007      | Francuska Formuła Renault Campus               | Auto Sport Academy  | 10      | 0          | 1  | 1  | 2      | 46,5   | 10      |
| 2008      | Zachodnioeuropejski Puchar Formuły Renault 2.0 | SG Formula          | 15      | 0          | 0  | 0  | 0      | 5      | 21      |
| 2008      | Europejski Puchar Formuły Renault 2.0          | SG Drivers’ Project | 13      | 0          | 0  | 0  | 0      | 0      | NS      |
| 2008      | 24H Series – A2                                | Newedge 2           | 1       | 0          | 0  | 0  | 0      | 12     | 4       |
| 2008      | 24H Series Toyo Tires                          | Newedge 2           | 0       | 0          | 0  | 0  | 0      | 12     | 194     |
| 2009      | Zachodnioeuropejski Puchar Formuły Renault 2.0 | SG Driver’s Project | 12      | 0          | 0  | 0  | 1      | 37     | 9       |
| 2009      | Europejski Puchar Formuły Renault 2.0          | SG Formula          | 8       | 0          | 0  | 0  | 0      | 16     | 12      |
| 2009      | Speedcar Series                                | UP Team             | 3       | 0          | 0  | 0  | 0      | 0      | NS      |
| 2011/2012 | Maserati Trofeo JBF RAK                        |                     | 1       | 0          | 1  | 0  | 1      | 0      | NS†     |
| 2011/2012 | WGA Supercars Middle East Championship – SC06  |                     | 2       | 1          | 2  | 2  | 1      | 13     | 5       |
| 2011/2012 | WGA Supercars Middle East Championship – SC09  | Batelco Racing Team | 9       | 3          | 6  | 4  | 6      | 102    | 2       |

† – Azzam nie był zaliczany do klasyfikacji.